# Tanjong Mesjid (Tanah Luas)
Tanjong Mesjid is een bestuurslaag in het regentschap Aceh Utara van de provincie Atjeh, Indonesië. Tanjong Mesjid telt 140 inwoners (volkstelling 2010).